# Peter Volgger d. J.

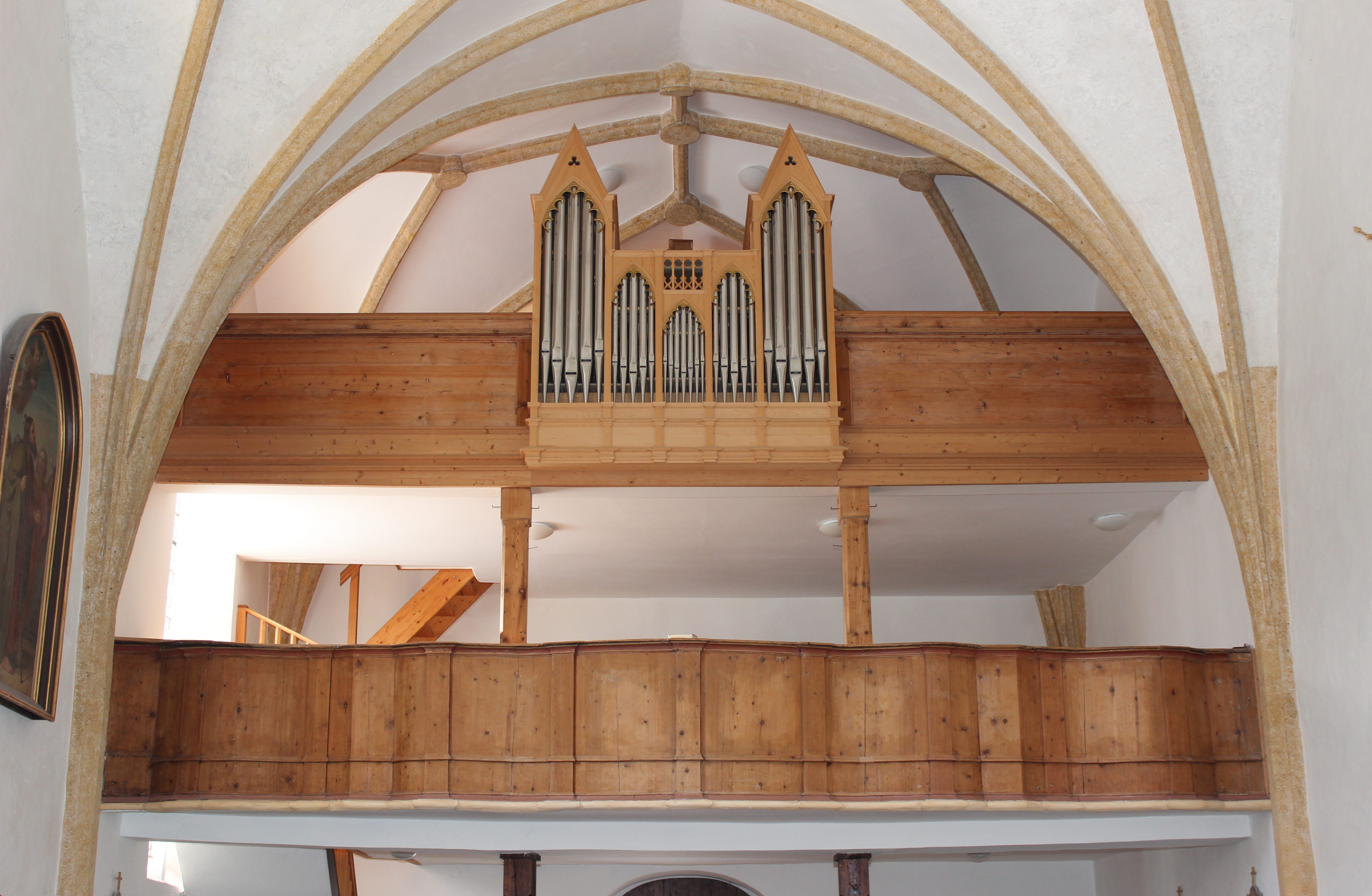
Orgel der Pfarrkirche Strassen/Tirol

Peter Volgger (Vollgger, Vollger) (* 23. November 1841 in Arnbach bei Sillian; † 28. Juli 1896 ebenda) war ein österreichischer Orgelbauer.

## Leben
Peter Volgger der Jüngere übernahm die von seinem Großvater Peter Volgger dem Älteren (1752–1797) gegründete Werkstatt, die sein Vater Johann Baptist Joseph Volgger (1791–1879) fortgeführt hatte. Peter Volgger der Jüngere gilt als bedeutendstes Mitglied dieser Orgelbauerdynastie. Seine Brüder Johann Evangelist Volgger (1842–1927) und Joseph Volgger (1845–1906) arbeiteten zwar in diesem Betrieb mit, führten aber den Orgelbau nach dem Tod von Peter Volgger dem Jüngeren nicht mehr weiter. Er baute Orgeln in Süd- und Osttirol sowie auch in Kärnten.

## Werkliste
| Jahr     | Ort                               | Gebäude                                           | Bild | Manuale | Register | Bemerkungen |
| -------- | --------------------------------- | ------------------------------------------------- | ---- | ------- | -------- | ----------- |
| 1862     | Innervillgraten                   | Expositurkirche Kalkstein                         |      | I/P     |          |             |
| 1868     | Sankt Oswald (Gemeinde Kartitsch) | Filialkirche St. Oswald                           |      |         |          |             |
| 1871     | Strassen (Tirol)                  | Pfarrkirche Strassen                              |      | I/P     |          |             |
| vor 1872 | Nörsach                           | Wallfahrtskirche Nörsach                          |      | I/P     | 10       |             |
| 1873     | Asch in Tirol                     | Wallfahrtskirche Maria Himmelfahrt                |      | I/P     | 12       |             |
| um 1877  | Aufkirchen/Südtirol               | Wallfahrtskirche „Zur schmerzhaften Muttergottes“ |      |         |          |             |
| 1878     | Oberdrauburg                      | Pfarrkirche Oberdrauburg                          |      | I/P     | 14       |             |
| 1880     | Bruneck                           | Ursulinenkirche                                   |      | I/P     | 13       |             |